# Babiana flabellifolia
Babiana flabellifolia là một loài thực vật có hoa trong họ Diên vĩ. Loài này được Harv. ex Klatt miêu tả khoa học đầu tiên năm 1867.